# Ordóñez (P-14)
El Ordóñez (P-14) fue un patrullero de la clase Barceló perteneciente a la Armada Española.

## Historia del nombre
Se le dio el nombre en memoria del alférez de navío Rafael Julián Ordóñez y Falcón, que murió heroicamente el 20 de enero de 1872 durante la sublevación de la fuerza indígena en Cavite. Es el segundo buque en llevar este nombre tras el torpedero Julián Ordóñez.

## Historia
Sobre la base de un convenio de cofinanciación entre los entonces Ministerios de Marina y Comercio y basándose en la experiencia de los astilleros alemanes Lürssen Werft de Bremen, nace a primeros de los 70 el proyecto de los patrulleros de la clase Barceló. El patrullero Ordóñez, el cuarto de esta clase, fue construido por la entonces Empresa Nacional Bazán en el taller de lanchas rápidas de su factoría de San Fernando. Fue botado a las aguas de este Arsenal en 1977 y se entregó a la Armada Española el 21 de marzo de 1979.
Ha tenido distintas bases a lo largo de su vida operativa: el Arsenal de Cartagena, la Estación Naval de Portopí, nuevamente el Arsenal de Cartagena y, por último, el Arsenal de la Carraca. Ha participado en labores de vigilancia marítima en el Mediterráneo y el Estrecho de Gibraltar. así como en misiones de entrenamiento de unidades mayores.
En febrero de 1988, obligó al MV Sirius de la asociación ecologista Greenpeace a desviarse de su ruta y atracar en Palma de Mallorca.
El 3 de septiembre de 2009 causó baja en la Armada debido a la necesidad de reestructuración de unidades promovida por el Plan de Austeridad de la Armada, que tiene como objetivo economizar los recursos a causa de la crisis económica.